# 滝野啓次郎
滝野 啓次郎（たきの けいじろう、1899年（明治32年）5月10日 - 1973年（昭和48年）1月13日）は、日本の政治家・実業家。北海道旭川市出身。北海道北見市長（1963年 - 1967年、1期）。
北海道庁立上川中学校（現・北海道旭川東高等学校）卒業。1916年（大正5年）野付牛町（現・北見市）に移住、家業である菓子問屋を継いで1940年（昭和15年）北海道菓子卸売協同組合常務、1948年（昭和23年）同組合理事長。1950年（昭和25年）北宝食品代表取締役社長。1953年（昭和28年）北見信用金庫理事長。1955年（昭和30年）北見商工会議所会頭に就任。伊谷半次郎の後継候補として、1963年（昭和38年）北見市長選挙に出馬し対立候補の宇佐美福生を僅差で破って初当選するも1967年(昭和42年）に前回と同じ対立候補の宇佐美福生に敗れ落選した。1973年（昭和48年）に心臓麻痺で急逝した。